# Pakistan ai Giochi della XXXIII Olimpiade
Il Pakistan ha partecipato ai Giochi della XXXIII Olimpiade che si sono svolti a Parigi dal 26 luglio all'11 agosto 2024, con una delegazione di 7 atleti (incluse le riserve), 4 uomini e 3 donne in 3 discipline.
I portabandiera alla cerimonia di apertura sono stati Arshad Nadeem e Jehanara Nabi.

## Delegazione
| Sport            | Uomini | Donne | Totale |
| ---------------- | ------ | ----- | ------ |
| Atletica leggera | 1      | 1     | 2      |
| Nuoto            | 1      | 1     | 2      |
| Tiro             | 2      | 1     | 3      |
| Totale           | 4      | 3     | 7      |